# Чашка (единица объёма)

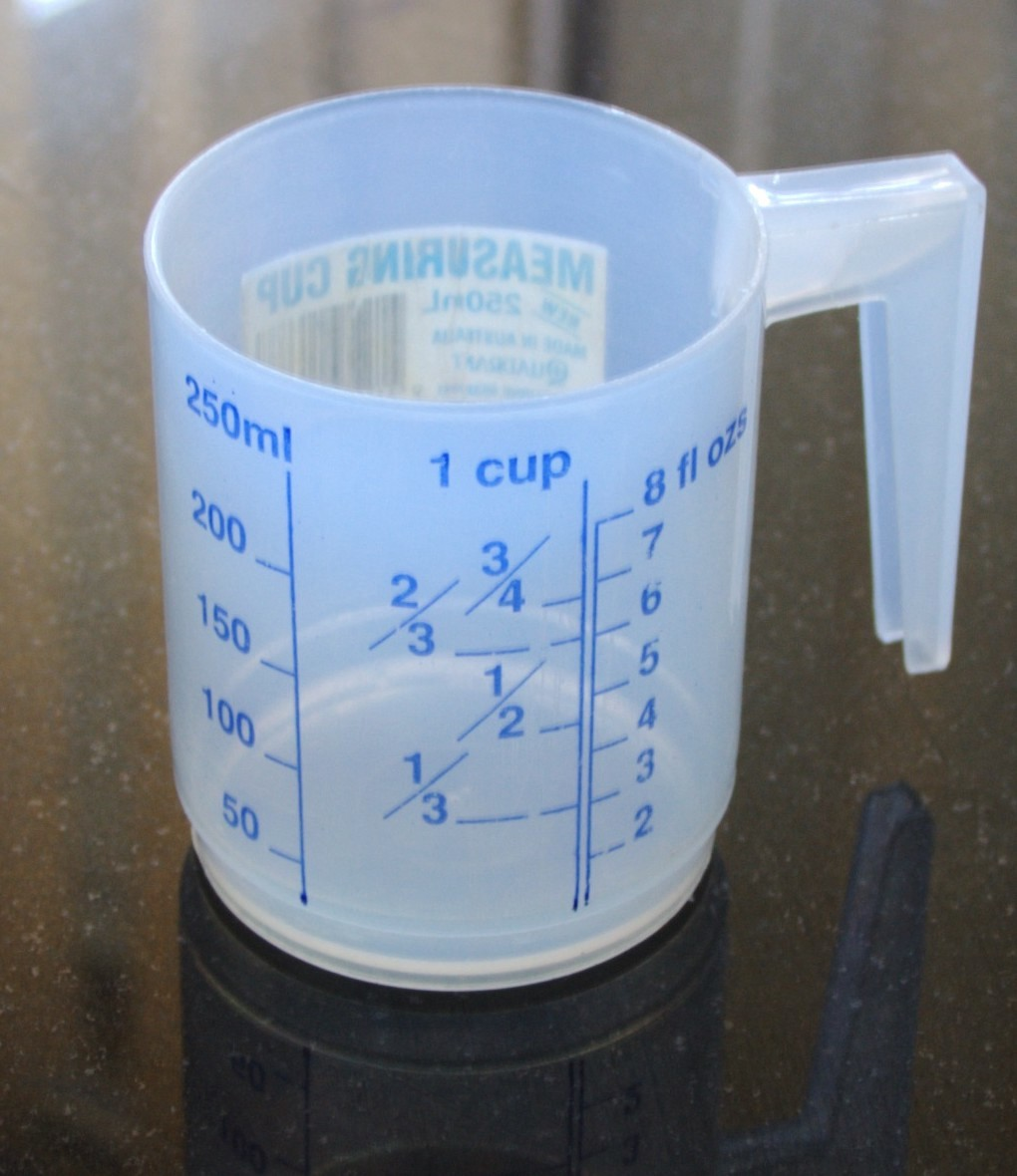
Пластиковая мерная чашка с делениями.

Чашка (англ. cup) — традиционная американская мера объёма при приготовлении пищи, обычно связанная с количеством приготовленной пищи и порцией. Поскольку чашки для питья могут сильно различаться по размеру, используют стандартные мерные чашки. В США 1 чашка равна половине американской пинты (236,6 мл). 1 чашка состоит из двух джиллов (1/2 cup = 1 gill).
- американская — 237—240 см³
- европейская (метрическая) — 250 см³
- английская — 284 см³
- японская — 200 см³ или 1 го (180 см³)